# Osmia exigua
Osmia exigua är en biart som beskrevs av Cresson 1878. Osmia exigua ingår i släktet murarbin, och familjen buksamlarbin. Inga underarter finns listade i Catalogue of Life.